# Комсомольский-на-Амуре авиационный завод имени Ю. А. Гагарина
Комсомольский-на-Амуре авиационный завод имени Ю. А. Гагарина — авиастроительное предприятие в городе Комсомольске-на-Амуре. Полное наименование: «Филиал публичного акционерного общества «Объединенная авиастроительная корпорация» — Комсомольский–на–Амуре авиационный завод имени Ю. А. Гагарина». Ранее именовался: Завод № 126 НКТП, НКОП, НКАП, МАП, п/я 40, Дальневосточный машиностроительный завод (ДМЗ), Комсомольский-на-Амуре авиационный завод им. Ю. А. Гагарина МАП, предприятие п/я М-5873, ФГУП «Комсомольское-на-Амуре авиационное ПО (КнААПО) им. Ю.А. Гагарина», ОАО «КнААПО».
Завод — ведущее производственное предприятие Авиационной холдинговой компании «Сухой». В 21 веке участвует в разработке и производстве многофункционального истребителя Су-35 и регионального пассажирского самолёта Сухой Суперджет 100. Также проводится ремонт и модернизация самолётов, стоящих на вооружении авиации ВВС и ВМФ России. КнААЗ — сертифицированный поставщик корпорации «Боинг».
Из-за вторжения России на Украину, предприятие находится под международными санкциями Евросоюза, США и ряда других стран

## История
Завод изначально планировался как одно из градообразующих предприятий г. Комсомольска-на-Амуре.
Площадкой для строительства было выбрано нанайское стойбище Дзёмги на берегу Амура. Строительство завода началось в 1932 году. Первый начальник строительства К. Д. Кузнецов, впоследствии он же и первый директор завода (-06.1937 г. — 21.11.1938 г., снят).
По приказу ГУАП № 5/128сс от 25.02.1932 года новостройке присвоен номер — завод № 126 НКТП. По приказу № 7/154 от 15.03.1932 года завод № 126 передан в ведение «Авиастроя» ГУАП НКТП.
В результате паводка на р. Амур 1932 года стройплощадка завода была затоплена, поэтому строительство было перенесено на 4,5 км вглубь от реки. 18 июля 1934 года был заложен первый камень в фундамент главного механического корпуса будущего авиационного завода.
Постановлением Совета труда и обороны СССР № К-118сс от 31.07.1934 года (в развитие пост. СТО № К-21сс от 17.02.1934 г.) были установлены сроки сдачи объектов завода: главный корпус – к 1 марта, гидроспуск – к 1 мая, сборочный цех – к 1 июня 1935 года. Этим же постановлением заводу поручена подготовка к производству самолёта Р-6 конструкции А. Н. Туполева. 1 мая 1936 года на заводе был собран первый Р-6, а до конца года построено 20 шт.
Приказом ГУАП № 59/324 от 8.10.1935 года заводу было предписано закончить строительство и монтаж оборудования всех производственных объектов к 1.01.1936 г.
Постановлением СТО СССР № OK-111сс от 11 мая 1936 г. «О специализации авиазаводов по производству новых типов самолетов», для производства двухмоторных бомбардировщиков и двухмоторных разведчиков специализировать, в том числе, Комсомольский завод № 126. «Дальний бомбардировщик ДБ-3-2М-85 или ДБ-2-2М-85
строить на заводе № 39 (г. Москва), на заводе № 126 (г. Комсомольск) и на заводе № 18 (г. Воронеж)».
В соответствии с постановлением СТО № ОК-128сс от 26.05.1936 года требовалось организовать на заводе № 126 в 1936-37гг ремонтный отдел по ремонту самолетов: МДР-4, МБР-4, ТБ-3; моторов М-34Р, М-34Н, М-34РН. Приказом № 0032 от 8.02.1937 г. заводу предписано в 1937 году сдать в эксплуатацию производственные площади в 46 тыс. м² и начать строительство ремзавода с окончанием в текущем году.
В ноябре 1937 года с завода № 39 был передан комплект чертежей на ДБ-3 и самолет-эталон. В Комсомольск были командированы специалисты: с завода № 22 – 21 чел., с № 39 – 10 чел., с № 1 – 6 чел., с № 156 – 13 чел., из ВИАМ – 6 чел., из ГПИ-1 – 2 чел., из 1ГУ – 6 чел., с заводов № 32 и 18 – по одному человеку.
Постановлением СТО от 20.12.1936 года заводу №126 была утверждена производственная программа на 1937 год: 100 самолётов ДБ-3. Но в 1937 году не было построено ни одного самолёта из-за плохих условий труда и возникшей эпидемии, в связи с которой за первое полугодие 1937 года с завода уволилось порядка 800 человек.
Первый бомбардировщик ДБ-3 был собран на заводе в марте 1938 года, а всего до конца года было изготовлено 30 этих самолётов.
В 1939 году проектная мощность завода составляла 600 ДБ-3 в год. Стоимость одного ДБ-3 в 1939 году составляла 1530 тыс. руб.
В этом же году, в соответствии с постановлением Правительства СССР № 346с от 17.09.1939 года в Комсомольске-на-Амуре начато строительство второго авиазавода — завод № 130 НКАП. Планировалась постройка современных истребителей. Но уже в августе 1941 года построенные к тому времени корпуса завода № 130 переданы заводу № 126.
По приказу № 905с от 25.08.1941 года в подчинение заводу № 126 НКАП в качестве филиала был передан хабаровский ремонтный завод № 83 НКАП им. А. М. Горького. На этом заводе было организовано производство агрегатов планера и комплектующих для ДБ-3Ф. В октябре 1942 года филиал был вновь преобразован в самостоятельное предприятие — завод № 83 10-го ГУ НКАП, но до конца войны продолжал изготавливать элероны, посадочные щитки, рули, законцовки крыла, створки бомболюка для Ил-4.
Также заводу № 126 в августе 1942 года был передан недостроенный приборный завод № 329 НКАП.
Всю войну Комсомольский завод №126 выпускал бомбардировщики ДБ-3Ф, оставаясь головным предприятием в СССР по производству этих самолётов. В 1941 году заводом было построено 360 шт. ДБ-3Ф, в 1942 году — 695, в 1943 — 658, в 1944 — 597, в 1945 — 485.
По состоянию на 1945 год численность персонала завода — 6175 человек.
С марта 1946 года завод № 126 – в ведении 10-го ГУ МАП. За весь текущий год было построено всего 4 ДБ-3Ф. В соответствии с ПСМ № 633-261сс от 22.03.1946 года по приказу № 183сс от 1.04.1946 года завод № 126 переориентирован на выпуск транспортного и пассажирского самолёта Ли-2. Производство этой машины на заводе продолжалось с 1947 по 1950 год и было изготовлено 353 самолёта.
С 1950 года завод выпускает истребители МиГ-15бис и МиГ-17. Производство МиГ-15 было прекращено в 1953 году постройкой о общей сложности около 830 самолётов. МиГ-17 завод массово строил до 1957 года. Так, например, годовой план заводу по МиГ-17 на 1956 год — 426 машин
В 1956 году на заводе начата подготовка к выпуску сверхзвуковых истребителей Су-7. Первые четыре самолёта были сданы заводом в 1957 году, затем их выпуск был приостановлен из-за отсутствия поставок авиадвигателей для этих самолётов. Всего по 1960 год было изготовлено 133 (по др. источникам 132) этих самолёта.
В 1959 году на заводе были изготовлены первые два истребителя-бомбардировщика Су-7Б. Всего завод изготовил: Су-7Б (1959-62 гг) — 325 шт, Су-7БМ, -7БМК, -7БКЛ (1962-72 гг) — 1017 шт, Су-7У (1965-72 гг) — 365 шт. Цена завода за один Су-7Б – 400 тыс. руб.
С 1963 года с этими самолётами Комсомольский завод выходит на внешний рынок, поставив первую партию самолётов Су-7БМ для ВВС Чехословакии.
По состоянию на 1 января 1965 года на заводе работало 18884 человека.
1966 году завод № 126 переименован в Дальневосточный машиностроительный завод (ДМЗ), имел открытое наименование: «п/я 40».
С 1968 года завод выпускает истребитель-бомбардировщик с крылом изменяемой стреловидности Су-17. Производство целого модельного ряда этих самолётов, включая специальные модификации для экспорта за рубеж продолжалось предприятием до 1990 года. Было изготовлено для ВВС СССР: Су-17(М, М2, М3, М4, УМ, М4Р) в 1968-88 гг — 1705 шт,; экспортные Су-20 (1973-76 гг) — 140 шт,  Су-22 (1975-90 гг) — 1020 шт. Су-20 и Су-22 поставлялись в Польшу, Сирию, Ливию, Египет, Иран, Вьетнам, Анголу, Афганистан, Йемен и проч. страны «народной демократии».
Численность персонала завода в 1972 году — 22060 чел.
В 1976 году ДМЗ переименован в Комсомольский-на-Амуре авиационный завод, в 1977 году заводу присвоено имя Ю. А. Гагарина. Для несекретного делопроизводства завод имел наименование — предприятие «п/я М-5873».
В 1976 году на заводе начата подготовка к производству истребителя Су-27, в 1978 году на завод передан комплект рабочей документации. В конце 1980 года был собран первый серийный экземпляр, 20.04.1981 году он выполнил первый полет.  За 1982-92 гг заводом было построено около 600 Су-27.
По количеству построенных самолетов в период 1965-91 гг завод стал третьим в стране, после «Знамя труда» и Горьковского авиазавода.
В 1989 году на базе завода как головного предприятия было образовано Комсомольское-на-Амуре авиационное производственное объединение (КнААПО). В его состав вошёл также Комсомольский-на-Амуре машиностроительный завод (предприятие «п/я Ю-9765»).
С переходом на «рыночную экономику», снижению госзаказа и вынужденной конверсии производства в 1993 году на базе цеха прицельных радиолокационных комплексов КнААПО был создан Дальневосточный радиоэлектронный завод «Авест» (адрес: 681018 г. Комсомольск-на-Амуре Хабаровского кр., ул. Советская, 1 (а/я 8). Завод производил телевизоры: «Авест» 37ТЦ-03-28, 37ТЦ04-75, 37ТЦ05-072, 38ТЦ04-ПС29, 38ТЦ05-ПС072, 54ТЦ01-02, 54ТЦ01-20, 54ТЦ02-36, 54ТЦ03-36, 105ТЦП01-10, 51ТЦЖК01-346; проигрыватели компакт-дисков: «Авест» AVD-03-R600, -04-M101, -05-R300, -06-202; сложную бытовую технику — стиральные машины, микроволновые печи, пылесосы и мн. др. Но в 2006 году на заводе было введено внешнее управление, а прокуратура завела несколько уголовных дел в отношении руководства предприятия.
15.11.1994 года было образовано совместное с ТАНТК предприятие АОЗТ «ТАКОМ-АВИА» для реализации программы выпуска самолёта Бе-103. Приказом по заводу от 23.01.1995 г. был открыт заказ на постройку первых 4-х машин Бе-103. В 04.1999 г. производство было приостановлено из-за катастрофы.
В 1999 году на заводе введена система электронного проектирования и моделирования. Создан Инженерный центр, обеспечивающий внедрение CALS-технологий и компьютерное проектирование.
По приказу Гендиректора КнААПО № 520 от 15.05.2000 г. в Отделе рабочего проектирования ОГК образовано Комплексное инженерное бюро для создания экспериментального самолета-амфибии на базе Бе-103 с отечественными двигателями и авионикой. По приказу № 144 от 12.02.2001 г. началась постройка амфибии СА-20П. По приказу № 540/к от 19.03.2002 г. на базе КИБ создан Конструкторский отдел легких самолетов (КОЛС).
По решению правительства № 22-р от 9.01.2004 года и Указу Президента РФ № 1009 от 4.08.2004 года завод вошел в число стратегических оборонных предприятий РФ.
26.09.2007 года был построен 1-й опытный экземпляр самолёта SSJ 100.
В 2010 году началось производство Су-35С.
В конце января 2010 года с заводского аэродрома «Дзёмги» впервые поднялся в воздух истребитель пятого поколения Т-50 ПАК ФА.
Также завод производил:
- агрегаты для Ил-62
- узлы и агрегаты для Су-24
- комплектующие для ОК «Буран»
- противокорабельные крылатые ракеты П-5, П-6
- велосипеды «Космос»
- катера серий «Амур», «Восток» и «Стрела».

В 1999 году производство катеров выделили в самостоятельное дочернее предприятие — завод по производству маломерных судов «Амур». В 2005—2006 году производство катеров всех моделей прекращено.
В 2024 году коллектив КнААЗ награждён орденом «За доблестный труд».

## Руководители
Директорами завода были:
- 1932—1934 — Золотарёв, Константин Романович
- 1934—1938 — Кузнецов, Кузьма Дмитриевич
- 1938—1939 — Тер-Маркарян, Артём Никитович
- 1939—1940 — Коломенский, Алексей Васильевич
- 1940—1944 — Тимофеев, Дмитрий Александрович
- 1944—1946 — Медков, Михаил Григорьевич
- 1947—1950 — Белиловский, Сергей Иванович
- 1950—1955 — Беляк, Константин Никитович
- 1955—1965 — Березницкий, Филипп Аввакумович
- 1965—1973 — Копылов, Виталий Егорович
- 1973—1988 — Авраменко, Владимир Николаевич
- 1988—1994 — Петров, Анатолий Михайлович
- 1994—2006 — Меркулов, Виктор Иванович
- 2006— 2024 — Пекарш, Александр Иванович
- 2024 — н.в. — Кондратьев, Юрий Алексеевич

## Памятные знаки
На территории ОАО «КнААЗ» находятся памятные знаки:
- макет самолёта ДБ-3Ф — территория Б;
- макет самолёта МиГ-15 — территория Б;
- макет ракеты П-70 «Аметист» — территория Б;
- макет самолёта Су-30 - территория Б;
- макет самолёта Су-27 — территория Б;
- макет самолёта Су-17 — территория А;
- макет самолёта Ли-2 — территория А, тут же на фасаде здания (цеха) установлена памятная доска о посещении этого места вице-президентом США Генри Уоллесом в июне 1944 года;
- Су-33 — территория А;
- макет самолёта Р-6 (АнТ-7) конструкции А. Н. Туполева, установленный напротив цеха № 8 на территории Б. В 1936-37 годах на заводе построены 20 единиц АнТ-7 на колёсном и поплавковом шасси. Это была первая продукция нового предприятия. Макет построен энтузиастами-заводчанами в одном из вспомогательных цехов предприятия в начале 1980-х годов, по сохранившимся оригинальным чертежам. Макет имеет несоответствия, но в целом повторяет конструкцию АнТ-6[15];
- при входе в столовую (на территории А), установлены бронзовые львы, подарок от Шэньянской авиастроительной корпорации (Shenyang Aircraft Corporation (SAC));
- мемориал памяти погибшим в годы Великой Отечественной войны 1941—1945 годов работникам авиационного завода — открыт в честь 40-летия Великой Победы 8 мая 1985 года. Авторы — А. Кехтер, В. Бушуев. Находится на территории А. В центре мемориала воздвигнута 14-метровая стела, символизирующая крыло самолёта. У подножия стелы — гранитная плита, на ней в центре — трехлопастный воздушный винт, символ сердца самолёта. К нему подведен Вечный огонь. Винт обрамляет лавровый венок — как дань памяти, уважения и славы. Памятник можно увидеть через ворота у проходных территории А;
- на территории аэродрома находится памятный знак в честь погибшего главного инженера малой авиации.

## Санкции
20 сентября 2018 года предприятие попало под ограничения США как «действующее в интересах оборонно-промышленного комплекса или разведслужб РФ»
Из-за вторжения России на Украину, КнААЗ был внесён в санкционный список стран Евросоюза. В конце 2023 года Евросоюз расширил санкции против завода так как он обеспечивает боевыми самолетами Вооруженные Силы России которые «используются в ходе агрессивной войне России против Украины».
3 марта 2022 года КнААЗ включён в санкционные списки США в качестве ответа на «преднамеренную, неспровоцированную войну России против Украины», отмечая что «предприятие проектирует, разрабатывает и производит оружие, которое путинские военные используют для нападения на Украину».
10 марта 2022 года предприятие включено в санкционный список Канады «за роль в содействии или поддержке неспровоцированного и неоправданного вторжения президента Путина в Украину».
19 октября 2022 года предприятие попало под санкции Украины «в ответ на умышленное и спровоцированное вторжение России в Украину». По аналогичным основаниям, находится в санкционных списках  Швейцарии, Новой Зеландии, Австралии и Японии.